# WTA New Jersey 1987
Il WTA New Jersey 1987 è stato un torneo di tennis giocato sul cemento. È stata la 10ª edizione del torneo, che fa parte del Virginia Slims World Championship Series 1987. Si è giocato a Mahwah negli USA dal 24 al 30 agosto 1987.

## Campionesse

### Singolare
Manuela Maleeva ha battuto in finale  Sylvia Hanika con il punteggio di 1–6, 6–4, 6–1

### Doppio
Gigi Fernández /  Lori McNeil hanno battuto in finale  Anne Hobbs /   Elizabeth Smylie con il punteggio di 6–3, 6–2